# Hoplandria alternans
Hoplandria alternans är en skalbaggsart som beskrevs av François Génier 1989. Hoplandria alternans ingår i släktet Hoplandria och familjen kortvingar. Inga underarter finns listade i Catalogue of Life.